# Distretto di Kiryandongo
Il distretto di Kiryandongo è un distretto dell'Uganda, situato nella Regione occidentale.